# Villanueva de Teba
Villanueva de Teba ist ein Dorf und eine Gemeinde mit nur noch 42 Einwohnern (Stand: 2024) in der Comarca La Bureba im Osten der Provinz Burgos innerhalb der autonomen Gemeinschaft von Kastilien und León in Spanien. Zur Gemeinde gehört neben dem Hauptort Villanueva de Teba noch die Ortschaft Ventosa de Miranda.

## Lage und Klima
Der Ort Villanueva de Teba liegt in einer Höhe von ca. 725 m etwa 65 Kilometer nordwestlich der Provinzhauptstadt Burgos. Das Klima ist gemäßigt bis warm; der für spanische Verhältnisse reichliche Regen (ca. 705 mm/Jahr) fällt – mit Ausnahme der eher trockenen Sommermonate – übers Jahr verteilt.

## Bevölkerungsentwicklung
| Jahr      | 1970 | 1981 | 1991 | 2001 | 2011 | 2021 |
| Einwohner | 156  | 92   | 71   | 73   | 48   | 39   |

Die seit den 1950er Jahren deutlich gesunkenen Einwohnerzahlen sind als Folge der Mechanisierung der Landwirtschaft und der Aufgabe bäuerlicher Kleinbetriebe zu sehen.

## Wirtschaft
Das Gebiet der Comarca La Bureba ist schon seit alters her ein Weizenanbaugebiet, aber auch Sonnenblumen und Leguminosen werden ausgesät. 

## Sehenswürdigkeiten
- Peterskirche (Iglesia de San Pedro Apóstol)